# Batalla de Sentínum
La batalla de Sentínum (295 aC) va ser una batalla decisiva de la Tercera guerra samnita, va ocórrer l'any 295 aC a prop de Sentínum (al costat de l'actual Sassoferrato). En aquesta batalla els romans van ser capaços de superar una gran coalició de samnites, etruscs, umbres, i els seus aliats gals. El resultat va ser una victòria decisiva per Roma, cosa que li va permetre unificar la Itàlia central.

## Context històric
A principis del segle iii aC, territoris gals, picentins, samnites, etruscs, grecs i romans dividien el territori d'Itàlia central. Cap d'ells estava aliat amb algun altre, fins i tot hi havia divisions dins d'un mateix poble, com en el cas dels gals i els celtes. Però a partir d'aquest segle van començar les aspiracions d'algun d'aquests pobles de dominar tot el territori, imposant la seva hegemonia sobre la resta. El poble que va aconseguir la major expansió va ser Roma, que després de trencar la dominació etrusca de la seva ciutat va aconseguir convertir-se en poc temps en una perillosa potència militar, annexionant contínuament territoris fronterers gairebé sense resistència.
En un context històric en el qual cada poble havia de defensar-se pel seu compte, els samnites van comprendre que la seva única possibilitat de resistir consistia en una aliança amb nacions veïnes per lluitar contra Roma. Egnaci, dirigent dels samnites, va aconseguir formar una coalició amb els etruscs i els gals. Els picentins, però, es van unir als romans, doncs tenien recent una derrota davant dels gals, on havien perdut tot el seu territori del nord. Els mateixos gals que ara s'unien als samnites en una coalició.
Mentrestant, la República Romana, conscient d'aquests pactes, va emprendre una sèrie d'expedicions de càstig contra aquests pobles. Van aconseguir vèncer els etruscs i els umbres per separat, però no van poder trencar aquesta aliança. També van assetjar als samnites en diverses escaramusses, com la batalla de Trifanum, però tampoc van poder obtenir una victòria decisiva. Això va permetre als samnites unir les seves forces amb els gals, etruscs, umbres i sènons per un últim enfrontament bèl·lic. Els samnites eren conscients que no podien vèncer les terribles legions romanes en el camp de batalla sense ajuda, per la qual cosa van evitar contínuament enfrontar-se als romans fins no haver unit els exèrcits itàlics aliats.

## Batalla
L'exèrcit romà estava sota el comandament dels cònsols Publi Deci Mus i Quint Fabi Màxim Rul·lià amb uns 40.000 homes: 4 legions, un fort contingent de cavalleria romana, de 1.000 homes de cavalleria d'elit de la Campània, 4 legions llatines dels aliats i un fort contingent de cavalleria aliada llatina.
La coalició de pobles italians comptava amb un exèrcit combinat de 60.000 homes, que superava en nombre àmpliament al seu enemic. Per igualar el combat, els romans van enviar a dos petits batallons a Úmbria i Etrúria, aconseguint que els umbres i els etruscs abandonessin la coalició per anar a defensar les seves respectives ciutats de la nova amenaça romana. Així van aconseguir que l'exèrcit rival es reduís al voltant de 50.000 homes.
Els dos exèrcits van arribar a la plana de Sentínum, però van esperar dos dies fins que es van decidir a entaular batalla. Van ser els romans, incapaços de contenir les ànsies d'atac dels seus soldats, els que van començar la batalla. Rul·lià va atacar els samnites i Mus es va enfrontar als gals.
La batalla va començar amb un ferotge atac dels carros de guerra gals contra els romans, aconseguint crear molta confusió entre els legionaris que no van poder adoptar la formació de batalla. Deci Mus va contraatacar amb una càrrega directa de cavalleria, que va aconseguir aturar l'avanç enemic, però li va costar la vida. Tanmateix, la seva empenta va servir per inspirar els seus homes i aquests van aconseguir restaurar la línia de la formació amb moltes baixes. A l'altre front de batalla, Rul·lià va vèncer els samnites sense gaires complicacions, ja que aquests van fer una ràpida retirada. Això li va permetre flanquejar els gals i guanyar la batalla, ja que els gals van començar a fugir en veure's desbordats pel flanc. Els romans van perdre 8.000 homes, i els samnites i gals al voltant de 25.000.

## Conseqüències
Tot i que els gals i samnites encara comptaven amb un considerable exèrcit d'uns 10.000 homes, van ser contínuament perseguits en petites escaramusses pels romans, que no deixaven temps al seu enemic per reorganitzar-se. Roma es va guanyar la fama de ser indestructible als pobles italians, i va aconseguir dominar tota la península Itàlica central en pocs anys. La davallada dels pobles gals, samnites i etruscs va permetre als romans enfrontar-se al seu rival del sud més temible i ben preparat: la Magna Grècia.